# Gustavsberg, Sundsvalls kommun
Gustavsberg är en tidigare tätort på Alnö i Sundsvalls kommun, Västernorrlands län. Sedan 2015 är orten en del av tätorten Vi.

## Historia
Gustafsbergs sågverk grundades 1873 av Gustaf Sundberg (1833–1886) (bror till sågverksägaren Fredrik Sundberg).

### Befolkningsutveckling
| Befolkningsutvecklingen i Gustavsberg 1960–2010                                                  | Befolkningsutvecklingen i Gustavsberg 1960–2010 | Befolkningsutvecklingen i Gustavsberg 1960–2010 | Befolkningsutvecklingen i Gustavsberg 1960–2010 | Befolkningsutvecklingen i Gustavsberg 1960–2010 |
| ------------------------------------------------------------------------------------------------ | ----------------------------------------------- | ----------------------------------------------- | ----------------------------------------------- | ----------------------------------------------- |
|                                                                                                  |                                                 |                                                 |                                                 |                                                 |
| År                                                                                               |                                                 |                                                 | Folkmängd                                       | Areal (ha)                                      |
| 1960                                                                                             | 1960                                            |                                                 | 358                                             |                                                 |
| 1965                                                                                             | 1965                                            |                                                 | 373                                             |                                                 |
| 1970                                                                                             | 1970                                            |                                                 | 327                                             |                                                 |
| 1995                                                                                             | 1995                                            |                                                 | 246                                             | 47                                              |
| 2000                                                                                             | 2000                                            |                                                 | 225                                             | 47                                              |
| 2005                                                                                             | 2005                                            |                                                 | 235                                             | 47                                              |
| 2010                                                                                             | 2010                                            |                                                 | 254                                             | 46                                              |
| Anm.: Sammanvuxen med Alvik 1975, utbruten ur Vi/Alvik 1995. Åter sammanvuxen med Vi/Alvik 2015. |                                                 |                                                 |                                                 |                                                 |